# Порталегри (Риу-Гранди-ду-Норти)
Порталегри (порт. Portalegre)  —  муниципалитет в Бразилии, входит в штат Риу-Гранди-ду-Норти. Составная часть мезорегиона Запад штата Риу-Гранди-ду-Норти. Входит в экономико-статистический  микрорегион Пау-дус-Феррус. Население составляет 7034 человека на 2006 год. Занимает площадь 110,052 км². Плотность населения — 63,9 чел./км².
Праздник города — 8 декабря.

## История
Город основан в 1761 году.

## Статистика
- Валовой внутренний продукт на 2003 год составляет 13 435 594,00 реалов (данные: Бразильский институт географии и статистики).
- Валовой внутренний продукт на душу населения на 2003 год составляет 1946,62 реалов (данные: Бразильский институт географии и статистики).
- Индекс развития человеческого потенциала на 2000 год составляет 0,633 (данные: Программа развития ООН).